# Rich Communication Services

Rich Communication Services, en abrégé RCS, est un protocole de messagerie enrichie défini par le consortium GSMA dans la norme RCC.71, intitulée « Profil universel pour la messagerie avancée ». Il peut être utilisé entre deux appareils mobiles, s'ils sont tous les deux compatibles, via Internet. En absence de réseau Wi-Fi, il nécessite l'usage des données mobiles. Il vise à remplacer les messages SMS ou MMS par un système de messagerie enrichie standardisée permettant le dialogue en temps réel, la transmission de flux multimédia, le transfert de fichiers de toutes natures, etc.
Pour les opérateurs mobiles, il s'agit de lutter contre la concurrence des messageries propriétaires telles que WhatsApp et Facebook Messenger, ou bien open source, comme Telegram ou Signal. Le trafic SMS/MMS, après une croissance très forte dans la décennie 2000, stagne puis régresse à la fin des années 2010. Pour les abonnés, la messagerie RCS permettrait de cumuler les avantages de l'interopérabilité des SMS/MMS et de la richesse des messageries propriétaires.

## Historique
Le GSMA a commencé à travailler à partir de 2007 sur une offre de messagerie enrichie pour succéder aux SMS et MMS,. Cela aboutit à un nouveau protocole baptisé Rich Communication Services (RCS) dont une ébauche sera publiée en 2008 mais la version finalisée seulement en 2016 sous le nom de « Profil universel pour la messagerie avancée » GSMA RCC.71. Ce protocole n’utilise ni les circuits commutés de la 2G/3G, ni le protocole SMSoIP de la 4G/5G, mais le transport de données sous IP.
Une première tentative de mise en œuvre a été entreprise en 2012 par un groupe d’opérateurs (dont Orange en France) sous la marque Joyn. D’autres ont suivi mais aucune n’a connu un réel succès faute d’interopérabilité avec l'ensemble des opérateurs et des terminaux.
Il faudra attendre que l’architecture IMS du LTE facilite cette interopérabilité en séparant le serveur de transport et le serveur d’application qui peut être géré par un tiers.
Google a saisi cette opportunité en 2018 et a signé des partenariats avec un grand nombre d’opérateurs. Son application Google Messages est installée sur tous les mobiles Android récents et offre deux nouvelles fonctionnalités : le tchat qui remplace l’échange de SMS et le transfert de fichiers qui remplace les MMS photo ou vidéo sans leurs limitations (fichiers de plusieurs Mo et de toutes natures comme des documents pdf ou des fichiers Excel). Google tient un répertoire de numéros alimenté par les opérateurs partenaires et les utilisateurs de l’application, ce qui permet à Messages de connaître les mobiles compatibles RCS et de choisir le format des messages en fonction de la compatibilité du mobile destinataire. En réponse aux préoccupations concernant l'absence de chiffrement de bout en bout, Google a déclaré qu'il ne conserverait les données d'un message en transit que jusqu'à ce qu'il soit remis au destinataire,,,,,,,,.

## Noms commerciaux
La messagerie RCS a été commercialisée sous les noms : 
- Advanced Messaging ;
- Advanced Communications ;
- Chat puis Messages par Google[14] ;
- Joyn[15] ;
- Message+ ;
- SMS+.

## Concurrence et alternatives
RCS a été mis en oeuvre dans Android, développé et promu de facto par Google. Sur de nombreux points, il est très similaire à iMessage d'Apple : il dépend d'une connexion internet ou des données mobiles, là où la 2G/3G permettent la voix et les SMS sans connexion de données.
Initialement destinés à faire de la messagerie via Internet, RCS comme iMessage s'affranchissent de la connexion cellulaire, ce qui les rend directement concurrents des messageries populaires des années 2010, comme WhatsApp, Telegram, Signal, et de très nombreuses autres applications. Cependant, au même titre que d'autres normes télécom, comme la VoLTE, le RCS et les solutions de messageries similaires sont mis en œuvre par les principaux industriels du secteur qualifiés de « géants du net », leur adoption a pu susciter une forte réticence, de la part des opérateurs de services et des équipementiers télécoms. De même, les fabricants de smartphones sont réticents à intégrer un système concurrent. L'exemple le plus symbolique fut le refus initial d'Apple d'intégrer le protocole RCS à iOS, le système d'exploitation de l'iPhone. Toutefois, avec la montée en puissance de RCS et afin d'assurer l'interopérabilité avec celui-ci, et en raison de la rude concurrence d'Androïd, Apple a fini par céder et a décidé d'intégrer RCS à iMessage dans iOS 18 et macOS Sequoia.

## Versions

### RCS
Release 1 Version 1.0 (15 décembre 2008)La première définition proposée pour l'enrichissement de la voix et du clavardage avec partage de contenu, amélioration d'une version RCS de gestion de carnet d'adresses.
Release 2 Version 1.0 (31 août 2009)Ajout d'un accès à large bande aux fonctions RCS : amélioration de la messagerie et ajout du partage de fichiers.
Release 3 Version 1.0 (25 février 2010)Centré sur un équipement large bande en tant qu'équipement primaire.
Release 4 Version 1.0 (14 février 2011)Ajout du support du LTE.
Release 5 Version 1.0 (19 avril 2012)RCS 5.0 est complètement rétrocompatible avec la spécification RCS-e V1.2 et inclut également des fonctionnalités de RCS 4 et de nouvelles fonctionnalités telles que l'appel vidéo IP, les appels vocaux IP et l'échange de géolocalisation. L'interopérabilité mondiale est un aspect essentiel de ces spécifications et RCS 5.0 prend en charge OMA CPM et OMA SIMPLE IM.

### RCS-e (enhanced)
Version Initiale (mai 2011)
Version 1.2 (28 novembre 2011)
Version 1.2.2 (4 juillet 2012)

### RCS - Universal Profile (ou Profil Universel)
Le profil universel de la GSMA est une norme internationalement reconnue pour la mise en œuvre du RCS. Ce profil permet aux abonnés de différents opérateurs et pays de communiquer entre eux. Le profil universel est devenu la spécification RCS dominante depuis son introduction. Google Jibe a collaboré avec la GSMA pour créer la norme du profil universel.
Version 1.0 (Novembre 2016)
RCS Advanced Communications Services and Client Specification (RACSCS), version 6.0, version 7.0. Comprend la découverte de fonctionnalités interopérables entre les régions, le chat, le chat de groupe, le transfert de fichiers, la messagerie audio, le partage vidéo, la connectivité multi-appareils, les appels enrichis, le partage de localisation et le dessin en direct.
Version 2.0 (Juillet 2017)
RACSCS version 7.0 version 8.0. Inclut la messagerie en tant que plateforme (MaaP) avec chatbots, également appelés RCS Business Messages, des API, l'intégration de plug-ins, ainsi qu'une authentification et une sécurité des applications améliorées. Ajout d'icônes de chat de groupe, changement d'objet de chat et améliorations du transfert de fichiers. Prise en charge du transfert de l'administrateur du chat de groupe à un autre participant et possibilité de recourir aux SMS pour diverses fonctionnalités.
Version 2.1 (Décembre 2017)
Fait référence à la même version RACSCS Release 7.0 Version 8.0 que Universal Profile Version 2.0.
Version 2.2 (Mai 2018)
RACSCS Release 8.0 Version 9.0. Ajout de fonctionnalités de chatbot supplémentaires et prise en charge du format vCard 4.0.
Version 2.3 (Décembre 2018)
RACSCS Release 9.0 Version 10.0. Prise en charge des messages autonomes de grande taille.
Version 2.4 (Octobre 2019)
Version 11.0 de RACSCS. Suppression de l'intégration des plug-ins et intégration d'une vue web fluide. Ajout de fonctionnalités de chatbot supplémentaires. Cette version est utilisée dans Messages (Apple) avec iOS 18.
Version 2.5 (Octobre 2020)
RACSCS Version 12.0. Fonctionnalités supplémentaires de vérification de messagerie et de chatbot.
Version 2.6 (Décembre 2022)
RACSCS Version 13.0. Procédures facultatives pour l'authentification du transfert de fichiers et la vérification supplémentaire du chatbot.
Version 2.7 (Juin 2024)
RACSCS version 14.0. Ajoute la prise en charge de l'envoi de réponses aux messages, des réactions emoji personnalisées, ainsi que de la modification et de la suppression des messages. Améliore la gestion du spam et ajoute des fonctionnalités de chatbot. Google Messages avait implémenté certaines fonctionnalités de cette version.
Version 3.0 (Mars 2025)
RACSCS Version 15.0. Spécification de chiffrement de bout en bout RCS Version 1.0. Chiffrement E2E utilisant le protocole MLS pour les messages peer to peer, 1-to-1 et de groupe, mais pas les chatbots. Apple et Google ont annoncé la prise en charge d'Universal Profile 3.0 E2EE, mais elle n'a pas encore été implémentée. Ajoute également un format de lien profond plus riche pour les entreprises, des procédures de désabonnement et de réabonnement aux chatbots, des réactions aux messages améliorées et de nouveaux codecs pour améliorer la messagerie audio.

## Fonctionnement

### Principe
Le protocole RCS utilise le transport de données sous IP et nécessite une application spécifique, contrairement au protocole SMSoIP associé à la VoLTE ou à la VoWiFi. L'identification de l'émetteur et l'authentification des messages sont assurées par la puce SIM.
En 2022, la messagerie RCS est uniquement disponible sur les mobiles Android. Elle utilise l'application Messages de Google. La couverture par un réseau mobile n'est pas indispensable lorsque les deux mobiles sont compatibles RCS, une connexion à Internet via WiFi ou Ethernet suffit. Néanmoins, la couverture par un réseau mobile offre plus de confort à l'émetteur des messages en lui évitant un rejet de ses messages lorsqu'un mobile destinataire n'est pas compatible RCS, car l'application Messages peut transformer les messages enrichis en SMS ou MMS et les router via le réseau cellulaire de l'opérateur.

### Fonctionnalités
Les spécifications RCS définissent les services standardisés suivants. On peut les classer en deux catégories.
- Les services destinés aux utilisateurs :

1. Tchat privé (1-to-1) : discussion en tête à tête avec un seul interlocuteur ;
2. Tchat de groupe : salle de discussion ;
3. Transfert de fichier ;
4. Messagerie audio : transfert d'un fichier audio ;
5. Messagerie multi-appareils : possibilité d'utiliser une tablette ou un ordinateur portable ;
6. Appel vocal ou visio (Green Button Promise)[20] ;
7. Appels vocaux enrichis : partage de contenu avant établissement de l'appel ou après échec de l'appel ou pendant la conversation ;

L'application Messages de Google prend en charge les cinq premiers services.
- Les services destinés aux développeurs et aux entreprises :

1. API permettant aux développeurs d'applications mobiles d'utiliser la messagerie enrichie pour la discussion de groupe, la géolocalisation, le transfert de fichiers, la messagerie audio, etc. ;
2. Chatbot permettant d'étendre les services de type A2P (Application to Person) qui passent aujourd'hui par l'échange de SMS ;
3. Protection contre les malwares et le spoofing grâce à l'authentification par puce SIM, mot de passe à usage unique ou autre ;
4. Continuité de service en cas de coupure des données mobiles par l'utilisateur.

Ces services sont conçus pour permettre aux opérateurs mobiles de les monétiser auprès des tiers (développeurs, entreprises commerciales…).

## Critiques

### Sécurité
Le principal reproche fait à l'application Messages de Google était son absence de chiffrement de bout en bout. Il faut relativiser ce reproche puisque les SMS/MMS traditionnels ne sont pas non plus chiffrés. Cependant, Google a annoncé en juin 2021 que le chiffrement de bout en bout était effectif dans le tchat privé (1-to-1) des nouvelles versions de Messages. Cela rapproche Messages du niveau de sécurité de l'application iMessage d'Apple et de la plupart des messageries instantanées propriétaires.
Le second reproche que l'on peut faire à l'application Messages est qu'elle reste un système propriétaire de Google (via ses serveurs,,) pour la partie messagerie enrichie même si elle utilise les protocoles standardisés du GSMA.

### Gestion par Google
Cependant, le RCS n'est pas exempt de défauts : de nombreux retours d'utilisateurs le trouvent non fiable, et pointent une inclusion mal gérée d'un logiciel de l'entreprise Joyn qui développait le RCS[réf. nécessaire]. En complément, le RCS a été activé par Google par défaut sans en informer les utilisateurs d'Android, via l'application Messages, sans même leur demander leur avis, portant le nombre d'utilisateurs de quelques millions avant 2020 à plus d'un milliard en 2022, bien que l'écrasante majorité de ces utilisateurs n'ont généralement pas conscience de l'utilisation de ce système, différent du SMS[réf. nécessaire].